# Coppa di Serbia e Montenegro (pallanuoto maschile)
Il Kup Srbije i Crne Gore (in italiano Coppa di Serbia e Montenegro) è stata la coppa nazionale nazionale di pallanuoto per squadre di club disputata nella Repubblica Federale di Jugoslavia prima e nella federazione di Serbia e Montenegro poi, in seguito al disfacimento della Jugoslavia socialista.

## Storia
La competizione della Repubblica Federale di Jugoslavia fu fondata nel 1992 in seguito al disfacimento della Repubblica Socialista Federale di Jugoslavia. La competizione si chiamò "Kup SR Jugoslavije" fino al 2003, anno in cui divenne "Kup Srbije i Crne Gore" in seguito alla sostituzione delle precedente forma statale con quella di Serbia e Montenegro formatasi il 4 febbraio 2003.
La prima edizione fu vinta dal Partizan in finale contro la Stella Rossa, il maggior numero di titoli sono stati conseguiti dal Bečej.

## Albo d'oro
| Stagione | Vincitore   | Finalista    |
| -------- | ----------- | ------------ |
| 1992     | Partizan    | Stella Rossa |
| 1993     | Partizan    | Stella Rossa |
| 1994     | Partizan    | Stella Rossa |
| 1995     | Partizan    | Budva        |
| 1996     | Bečej       | Budva        |
| 1997     | Bečej       | Budva        |
| 1998     | Bečej       | Partizan     |
| 1999     | Bečej       | Budva        |
| 2000     | Bečej       | Jadran H.N.  |
| 2001     | Bečej       | Jadran H.N.  |
| 2002     | Partizan    | Jadran H.N.  |
| 2003     | Primorac    | Jadran H.N.  |
| 2004     | Jadran H.N. | Primorac     |
| 2005     | Jadran H.N. | Partizan     |
| 2006     | Jadran H.N. | Partizan     |

## Vittorie per squadra
| Squadra     | Titoli | Anni                               |
| ----------- | ------ | ---------------------------------- |
| Bečej       | 6      | 1996, 1997, 1998, 1999, 2000, 2001 |
| Partizan    | 5      | 1992, 1993, 1994, 1995, 2002       |
| Jadran H.N. | 3      | 2004, 2005, 2006                   |
| Primorac    | 1      | 2003                               |